# Adama (Unternehmen)
Adama (hebräisch אֲדָמָה פִּתְרוֹנוֹת לַחַקְלָאוּת בָּעָ"מ Adamah Pitrōnōt laChaqlaʾūt BʿA"M, deutsch ‚Erde - Lösungen für die Landwirtschaft GmbH‘, bis 2014 Machteschim Agan oder MA Industries, מַכְתְּשִׁים אַגָּן תַּעֲשִׂיּוֹת בָּעָ"מ Machtəschīm Aggan Taʿassijjōt BʿA"M, deutsch ‚Mulden Becken Industrien GmbH‘), ist ein israelisches Chemieunternehmen, das vor allem Pflanzenschutzmittel herstellt und vertreibt. Es gehört zur Syngenta Group, die dem chinesischen Chemiekonzern ChemChina gehört. Seinen Hauptsitz hat es im Industriegebiet Airport City nahe dem Flughafen Ben Gurion von Tel Aviv. Adama entstand 1997 durch Zusammenschluss der Vorläufer Machteschim und Agan. Das Unternehmen war bis zur Übernahme durch ChemChina im TA-100 Index an der Börse von Tel Aviv gelistet, danach wurde die Aktie von der Börse genommen.
Adama gehört zu den 20 größten Industrieunternehmen Israels und ist das siebtgrößte Agrochemieunternehmen der Welt. Der Weltmarktanteil des Unternehmens im Agrochemiesektor insgesamt liegt bei rund 5 %, im Bereich Pflanzenschutzmittelgenerika, also der Herstellung von Mitteln, deren Patentschutz abgelaufen ist, ist es Weltmarktführer. Adama ist weltweit in etwa hundert Ländern vertreten und beschäftigte Ende 2014 weltweit 9.201 Mitarbeiter. Produktionsstätten befinden sich in Israel, Brasilien, Kolumbien, Griechenland, Spanien und Polen. Das Kölner Unternehmen ADAMA Deutschland GmbH, 1983 gegründet als Feinchemie Schwebda (FCS), ist seit 2002 eine vollständige Tochtergesellschaft von Adama.
Am 17. Oktober 2011 wurde bekannt gegeben, dass die China National Agrochemical Corporation 60 % der Aktien von Machteschim Agan gekauft hat. Bei China National Agrochemical Corporation handelt es sich um eine Tochterfirma von ChemChina. Die restlichen 40 % sind in Besitz der Investmentholding Koor Industries, an der wiederum die israelische Israel Discount Bank bedeutende Anteile hält.
2014 übernahm Adama Teile des Geschäfts seines Mutterkonzerns.
2016 übernahm ChemChina auch die restlichen 40 % der Anteile von der Israel Discount Bank.

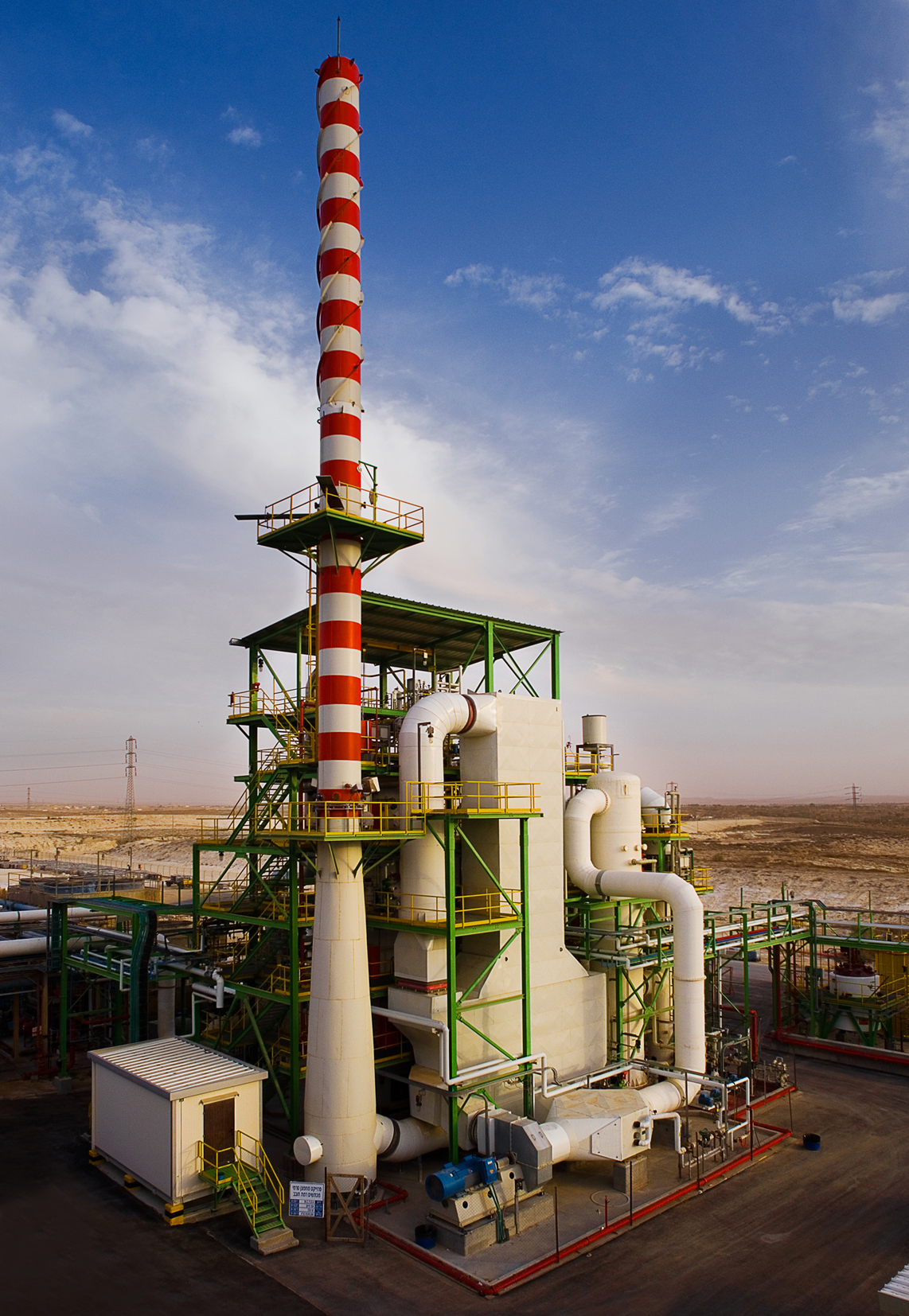
Chemieanlage in Ramat Chovav
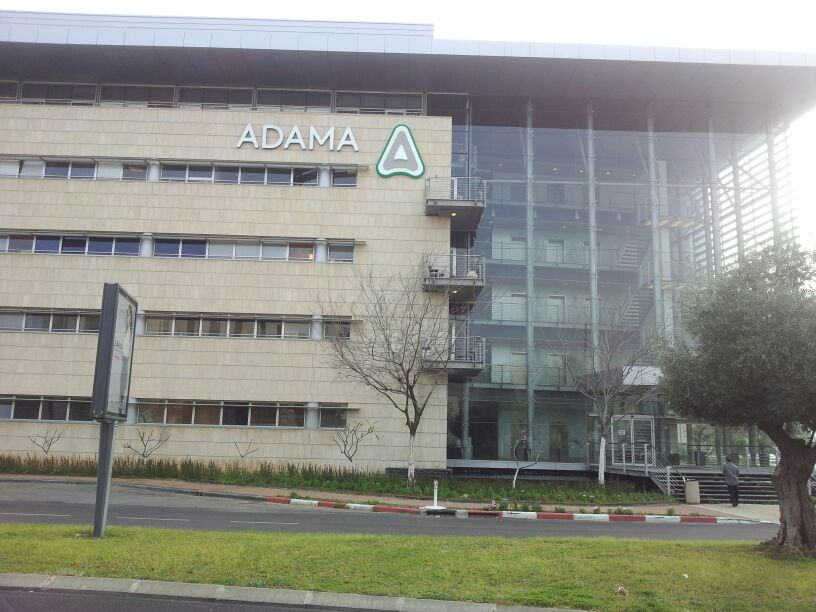
ADAMA Sitz in Airport City bei Tel Aviv
Logo bis 2014